# 麥道軻
麥道軻 C.M.G.（1912年4月26日—1979年），英國殖民地官員，曾任華民政務司、英屬馬來亞及英屬香港社會福利處處長等職。

## 簡歷
麥道軻是在中國傳道的教士克里克頓‧威洛比‧麥道軻的兒子，於1912年在中國天津出生。他在出生後在華北地區生活了九年，於1921年返回英國就學，並畢業於森麻實郡巴斯的蒙頓金寶學校（Monkton Combe School）。他其後在劍橋大學取得文學碩士學位。在大學畢業後，他在1934年加入了香港政府成為官學生（現稱政務主任）的一員。他首先被送到廣州學習漢語兩年，後於1936年至1939年間在華民政務司署工作，故對政務司署之工作非常熟悉。在此之後，他請假加入皇家義務海軍後備隊，為英國對抗軸心國的入侵。1941年末，香港進入三年八個月的淪陷時期，曾參與香港保衛戰的麥道軻與其餘同僚被拘禁於拘留營中，生活吃盡苦頭。香港重光後，他並沒有隨大多數官員回到英國休養，而是出任軍政府副華民政務司、副勞工司等職務。1946年，他進入英國伯明翰大學社會科深造，這段經歷讓他增廣了自己在社會管理上的見聞。麥道軻於1947年8月底回港，並即獲委任為華民政務司署社會局局長，兼任副華民政務司。
麥道軻在任社會福利處處長期間，積極推展在社區中設立街坊福利會的政策。當時，香港正面臨中國大陸政權被共產黨接管，大量新移民湧港，戰後香港人口由60萬暴升至超過200萬人的情況。當時政府自顧不暇，故麥道軻呼籲各區居民守望相助，鼓勵成立街坊福利會，從事地區性的慈善福利和擔當官民溝通的橋樑。他在1949年促成首個街坊福利會成立，日後各地區的街坊福利會紛紛成立，提升了政府與本地華人溝通的深度。然而，麥道軻對香港的觀念依然停留在戰前的模式，認為要改革華民政務司署與華人交流的方法，只有設立街坊福利會一途。對於其餘改革措施，他保持固執的態度堅決反對。
1952年10月，他獲委任為馬來亞聯合邦社會總局長，並於同月離開工作了10年的香港。1957年，馬來亞聯合邦從英國中獨立，他隨即回到香港，並獲真除為華民政務司，接替離職的鶴健士。基於自己在華民政務司署長期的工作經驗，麥道軻認為自己瞭解華人，是殖民地政府中華人的捍衛者。因此，其處事作風強硬，而且多堅持己見。他依舊拒絕任何現代化的改革，令官民溝通變得更有效率及順利。他認為持之以恆的溝通方式並無不妥，也不喜歡下屬挑戰他的權威。他覺得與街坊福利會搞好關係，比起派遣部下處理瑣碎的家庭及社會糾紛更為重要。1964年，戴麟趾新任香港總督一職。他希望推行一項類似日後民政主任的計劃改革官民溝通，然而遭到麥道軻的強烈反對而無法推行，最終這個計劃在他退休後才能落實。隨著他準備退休，東華三院於1966年10月7日舉行榮休午宴，答謝他對香港多年來的貢獻，席間有周錫年、顏成坤、鄧肇堅等社會名流出席。1966年11月，麥道軻正式退休並返國展開退休生活。
1979年底，麥道軻於英國逝世，終年67歲。